# Yannick Dangre
Yannick Dangre (Brussel, 30 september 1987) is een Belgische schrijver en dichter. Hij woont in Antwerpen en studeerde Nederlandse en Franse literatuur. Naast het schrijven van dichtbundels en romans werkt hij ook voor de krant De Morgen 

## Biografie
Tijdens zijn middelbareschoolcarrière ontwikkelde hij zijn literair talent door het schrijven van enkele gedichtjes zoals elke puber doet, aldus Dangre. Enkele van deze gedichten werden in het jaarboek van zijn school gepubliceerd en in tijdschriften zoals Het Liegend Konijn en Deus Ex Machina. Dangre maakte pastiches op de Franse symbolisten en debuteerde op 22-jarige leeftijd met de roman Vulkaanvrucht, waarvoor hij de Debuutprijs kreeg. Hij schreef deze roman tijdens zijn universitaire opleiding. Een klein deel van de roman werd als voorpublicatie uitgebracht in de verhalenbundel Print is Dead (2009), door uitgeverij Meulenhoff/Manteau.
In 2011 verscheen zijn dichtbundel Meisje dat ik nog moet, die genomineerd werd voor de C. Buddingh'-prijs en waarmee hij de Herman de Coninckprijs won. Op 14 december 2011 nam Dangre deel aan de 22ste editie van het Groot Dictee der Nederlandse Taal waar hij met vijf fouten als tweede eindigde.
In 2012 verscheen zijn tweede roman Maartse kamers bij De Bezige Bij waarvoor hij in september 2013 op De Tiplijst van de AKO Literatuurprijs 2013 kwam.
Op 14 maart 2013 nam Dangre met Ellen Deckwitz deel aan de NTR Boekenquiz van Joost Karhof. In eerste instantie wist het team geen punten te scoren, maar vlak voor de finaleronde gingen ze met de uiteindelijke winnaars, Peter Buwalda en Franca Treur, op gelijke hoogte naar de finale.

## Onderscheidingen
- 2011 - Debuutprijs voor Vulkaanvrucht
- 2012 - Herman de Coninckprijs voor Meisje dat ik nog moet
- 2013 - Melopee Poëzieprijs Laarne voor Vader

## Bestseller 60
| Boeken met noteringen in de Nederlandse Bestseller 60 | Jaar van verschijnen | Datum van binnenkomst | Hoogste positie | Aantal weken | Opmerkingen |
| ----------------------------------------------------- | -------------------- | --------------------- | --------------- | ------------ | ----------- |
| Tussenjaren                                           | 2025                 | 19-03-2025            | 21              | 2            |             |

- Bibliothèque nationale de France: cb16735246w (data)
- Gemeinsame Normdatei: 1014186005
- International Standard Name Identifier: 0000 0003 5593 5332
- Library of Congress Control Number: nb2012019024
- Nederlandse Thesaurus van Auteursnamen: 329068598
- Virtual International Authority File: 174754411
- WorldCat: E39PBJcBVj779MTVgQVCr9WMT3